# Anna Magnusson
Pour les articles homonymes, voir Magnusson.
Anna Evelina Magnusson, née le 31 mars 1995 à Piteå, est une biathlète suédoise.

## Carrière
Représentant d'abord le club Hemmingsmarks IF en ski de fond, puis celui de Piteå, 
où elle s'entraîne avec la future star suédoise Hanna Öberg. Comme cette dernière, elle a étudié à l'école de biathlon de Sollefteå et disputé sa première compétition internationale en 2013 au Festival olympique de la jeunesse européenne.
Deux mois après avoir intégré le relais suédois féminin en Coupe du monde, elle dispute enfin sa première course individuelle, un individuel, lors des Championnats du monde 2015 où elle signe notamment une huitième place avec le relais.
Elle marque son premier point en Coupe du monde en fin d'année 2015 à Östersund en se classant 40e de l'individuel. En 2016, Magnusson remporte deux médailles aux Championnats du monde junior à Cheile Gradistei, l'argent sur le relais et le bronze sur le sprint.
Elle obtient ses meilleurs résultats individuels au cours de l'hiver 2016-2017, collectant deux top dix, dont une septième place à la mass start d'Antholz. 
Elle monte sur son premier podium en Coupe du monde avec le relais en janvier 2018 à Oberhof.
Aux Jeux olympiques d'hiver de 2018, elle se classe 37e de l'individuel avant de remporter la médaille d'argent du relais avec Linn Persson, Mona Brorsson et Hanna Öberg. Un an plus tard, aux Championnats du monde 2019, elle est à nouveau médaillée d'argent avec le relais et se classe notamment 11e de la poursuite, remontant depuis la 43e position au départ.
Aux Jeux olympiques de 2022, remplaçante au sein d'une équipe suédoise où la concurrence est très forte, elle est sélectionnée pour disputer le sprint et confirme la confiance accordée par les entraîneurs : elle égale la meilleure performance de sa carrière jusque là en terminant septième.
Titulaire dans l'équipe première suédoise dès le début de la saison 2022-2023 de Coupe du monde, elle remporte notamment avec ses coéquipières le premier relais à Kontiolahti. Elle confirme son excellente forme du moment en remportant sa première victoire individuelle en Coupe du monde au Grand Bornand le 16 décembre : elle gagne le sprint devant sa compatriote Linn Persson grâce à un sans faute au tir et un belle prestation sur les skis (meilleur temps du dernier tour de piste). Après avoir obtenu la médaille de bronze du relais avec Linn Persson et les sœurs Öberg aux championnats du monde en février 2023, elle signe son second podium individuel lors de l'étape finale à Holmenkollen en mars en se classant troisième du sprint. Elle boucle cette saison 2022-2023, la meilleure de sa carrière, au 14e rang du classement général de la Coupe du monde.

## Vie privée
Elle est la petite-amie du biathlète Peppe Femling.

## Palmarès

### Jeux olympiques
| Édition / Épreuve | Individuel | Sprint | Poursuite | Mass start | Relais                             | Relais mixte |
| ----------------- | ---------- | ------ | --------- | ---------- | ---------------------------------- | ------------ |
| Pyeongchang 2018  | 37e        | —      | —         | —          | Médaille d'argent, Jeux olympiques | —            |
| Pékin 2022        | —          | 7e     | 46e       | —          | —                                  | —            |

Légende :
- : première place, médaille d'or
- : deuxième place, médaille d'argent
- : troisième place, médaille de bronze
- — : non disputée par Magnusson

### Championnats du monde
| Édition / Épreuve | Individuel | Sprint | Poursuite | Mass start | Relais                    | Relais mixte | Relais mixte simple              |
| ----------------- | ---------- | ------ | --------- | ---------- | ------------------------- | ------------ | -------------------------------- |
| Kontiolahti 2015  | 72e        | —      | —         | —          | 8e                        | —            | Épreuve inexistante à cette date |
| Holmenkollen 2016 | —          | 53e    | 57e       | —          | 10e                       | —            | Épreuve inexistante à cette date |
| Hochfilzen 2017   | 59e        | 14e    | 36e       | —          | 6e                        | 6e           | Épreuve inexistante à cette date |
| Östersund 2019    | 65e        | 43e    | 11e       | —          | Médaille d'argent, monde  | —            | —                                |
| Pokljuka 2021     | —          | —      | —         | —          | —                         | —            | —                                |
| Oberhof 2023      | 35e        | 9e     | 18e       | 26e        | Médaille de bronze, monde | —            | —                                |
| Nové Město 2024   | 25e        | 20e    | 19e       | 26e        | Médaille d'argent, monde  | —            | —                                |
| Lenzerheide 2025  | 28e        | 20e    | 7e        | 19e        | Médaille de bronze, monde | 5e           | —                                |

Légende :
- : première place, médaille d'or
- : deuxième place, médaille d'argent
- : troisième place, médaille de bronze
- — : non disputée par Magnusson
- : pas d'épreuve

### Coupe du monde
- Meilleur classement général : 14e en 2023.
- 28 podiums :
  - 2 podiums individuels : 1 victoire et 1 troisième place.
  - 21 podiums en relais : 4 victoires, 10 deuxièmes places et 7 troisièmes places.
  - 4 podiums en relais mixte : 1 deuxième place et 3 troisièmes places.
  - 1 podium en relais mixte simple : 1 deuxième place.

Mis à jour le 22 février 2025

#### Victoires
| Saison    | Individuel | Sprint           | Poursuite | Mass start | Total |
| 2022-2023 |            | Le Grand-Bornand |           |            | 1     |
| Total     | 0          | 1                | 0         | 0          | 1     |

Dernière mise à jour le 16 décembre 2022

#### Classements en Coupe du monde
| Saison    | Individuel | Individuel | Sprint | Sprint | Poursuite | Poursuite | Mass start | Mass start | Général | Général    |
| Saison    | Points     | Class.     | Points | Class. | Points    | Class.    | Points     | Class.     | Points  | Classement |
| --------- | ---------- | ---------- | ------ | ------ | --------- | --------- | ---------- | ---------- | ------- | ---------- |
| 2014-2015 | -          | nc         |        |        |           |           |            |            | -       | nc         |
| 2015-2016 | 1          | 63e        | -      | nc     | -         | nc        |            |            | 1       | 102e       |
| 2016-2017 | 33         | 34e        | 162    | 17e    | 111       | 29e       | 96         | 19e        | 402     | 23e        |
| 2017-2018 | -          | nc         | -      | nc     | 4         | 77e       |            |            | 4       | 94e        |
| 2018-2019 | -          | nc         | -      | nc     | 57        | 41e       |            |            | 57      | 68e        |
| 2019-2020 | 19         | 44e        | 29     | 60e    | 2         | 73e       |            |            | 50      | 64e        |
| 2020-2021 |            |            | 43     | 55e    | 9         | 67e       |            |            | 52      | 63e        |
| 2021-2022 | 9          | 52e        | 106    | 29e    | 71        | 32e       | 21         | 39e        | 207     | 33e        |
| 2022-2023 | '          | 15e        | '      | 9e     | '         | 19e       | '          | 10e        | 507     | 14e        |
| 2023-2024 | '          | 19e        | '      | 14e    | '         | 15e       | '          | 15e        | 426     | 15e        |
| 2024-2025 | '          | 14e        | '      | 33e    | '         | 26e       | '          | 12e        | 356     | 20e        |

### Championnats d'Europe
| Édition / Épreuve   | Individuel | Sprint | Poursuite | Relais                           | Relais mixte                     | Relais mixte simple              |
| ------------------- | ---------- | ------ | --------- | -------------------------------- | -------------------------------- | -------------------------------- |
| Otepää 2015         | —          | —      | —         | 8e                               | Épreuve inexistante à cette date | Épreuve inexistante à cette date |
| Minsk 2019          | 44e        | 35e    | DNS       | Épreuve inexistante à cette date | —                                | Médaille d'argent, Europe        |
| Duszniki-Zdrój 2021 | 13e        | 24e    | 6e        | Épreuve inexistante à cette date | 8e                               | —                                |

Légende :
- : première place, médaille d'or
- : deuxième place, médaille d'argent
- : troisième place, médaille de bronze
- — : non disputée par Magnusson
- : pas d'épreuve
- DNS : n'a pas pris le départ

### Championnats du monde junior
- Médaille d'argent en relais en 2016
- Médaille de bronze en sprint en 2016.

### IBU Cup
- 1 podium individuel.

Palmarès à l'issue de la saison 2019-2020